# Александар Андрић
Александар Андрић (Купиново, почетком 1816 - 4. август 1876, Букурешт) аустријски граничарски интендантски официр, књижевник и новинар.

## Биографија
Рођен је у Срему, у месту Купинову. Службовао је као царски и краљевски лајтант у Банату (Панчеву и Ковачици) и Лици - Госпићу (1841).
Неколико година (негде између 1835-1845) у команди граничарске компаније Ковачица, службује до пензије. Затим живи у Панчеву где се бави књижевношћу. Током живота поручник Андрић се интензивно бавио књижевним радом, публицистиком и превођењем са немачког на српски. Писао је приповетке, које су изашле и посебно, као књига "Приповетке" у Будиму 1845. године. У Сегедину је исте 1845. године штампао и практичну књигу о узгоју свилених буба - производњи свиленог конца. Писао је песме и краће литерарне и историографске написе, у туђим и својим листовима. Писао је дописе из банатске Границе и прилоге у новинама: "Сербскиј народни лист" Пешта (1840-1845), "Пештанско-будимскиј скоротеча" Пешта (1841-1844), "Сербскиј летопис" Пешта (1842), "Нови сербски летопис" Пешта (1841). Бавио се новинарством, а по пензионисању био издавач својих новина и календара.
Као ангажовани и заслужни Србин изабран је 1848. године у Главни одбор Српског покрета у Карловцима. 
У старости је (1870) прешао у Букурешт, где је наставио са новинарским радом. Његова штампарија је сада штампала књиге у Румунији. Уређивао је он букурештански лист на немачком језику "Freier Orient" (Слободни Оријент). У Букурешту, покреће и "Восток" - српско-бугарски лист 1874. године. У "Подлистку Востока" објављивао је политичке коментаре на првој страни. Он је 1875. године основао у Букурешту "Словенску дружину", чији је био први, привремени председник. Поручник Андрић је и умро у румунској престоници, 23. јула 1876. године, а тамо и почива на румунском православном гробљу. На његовој сахрани је било мноштво људи, сви тамошњи многобројни Срби, а једино никог није било из српског посланства.

## Књижевни рад
У оквиру политичког листа "Световид", излазила су два књижевна подлиска: "Зимзелен" (1847-1862) и "Светозор" (1854). Издавао је забавник Зимзелен - као Србско-народни месецеслов, четири годишта, свако у другом месту. Тако је први изашао 1846. у Београду, други 1847. у Сегедину, трећи 1848. у Суботици и последњи четврти 1849. године у Карловцима. Био је дакле издавач и уредник српског политичког листа Световид (1852-1870), који је излазио у Темишвару, Бечу, па Београду од 1860. године. Те године је основао у Београду и прву приватну штампарију. Андрић је набавио штампарију 1856. године и са њом у Бечу објављивао календаре и књиге. Издавао је своје календаре "Бршљан" (1861) и "Немачко-српски календар" за 1864. годину - на немачком језику у Београду. Донео је исту у Београд након "падања по стечај" у Бечу 1859. године. Своју штампарију нудио је власник на продају Матици српској, али није дошло до реализације. У својој београдској "Књигопечатњи", Андрић је 1865. године објавио поред много туђих наслова и своја сабрана књижевна дела (песме и приповетке), у две књиге. Штампао у својој штампарији у Београду 1861-1862. године две књиге својих и преведених туђих приповедака, под насловом: "Целокупна дела Александра Андрића".
Док је живео у Београду, изабран је 29. јула 1864. године за почасног члана Српског ученог друштва у Београду. Претходно је од 13. јануар 1863. године редован члан Друштва српске словесности. Поручник Андрић је од 1864. године био члан Књижевног одељења Матице српске. Редован члан те елитне српске културне институције постао је још 1843. године, када је у њену касу уплатио 200 форинти.